# Kelisia salina
Kelisia salina är en insektsart som beskrevs av Ball 1902. Kelisia salina ingår i släktet Kelisia och familjen sporrstritar. Inga underarter finns listade i Catalogue of Life.